# Hockey sobre hielo femenino en los Juegos Olímpicos de Vancouver 2010
El torneo femenino de hockey sobre hielo en los Juegos Olímpicos de Vancouver 2010 se realizó en la UBC Thunderbird Arena y la Canada Hockey Place de la ciudad canadiense del 13 al 25 de febrero de 2010.

## Grupos
| Grupo A          | Grupo B         |
| ---------------- | --------------- |
| Canadá           | China (CHN)     |
| Suiza (SUI)      | Finlandia (FIN) |
| Eslovaquia (SVK) | Rusia (RUS)     |
| Suecia (SWE)     | Estados Unidos  |

## Primera fase
Los dos primeros equipos de cada grupo acceden a las semifinales.

### Grupo A
| Equipo           | J | G | EG | EP | P | GF | GC | DG  | PTS |
| ---------------- | - | - | -- | -- | - | -- | -- | --- | --- |
| Canadá           | 3 | 3 | 0  | 0  | 0 | 41 | 2  | +39 | 9   |
| Suecia (SWE)     | 3 | 2 | 0  | 0  | 1 | 10 | 15 | -5  | 6   |
| Suiza (SUI)      | 3 | 1 | 0  | 0  | 2 | 6  | 15 | -9  | 3   |
| Eslovaquia (SVK) | 3 | 0 | 0  | 0  | 3 | 4  | 29 | -25 | 0   |

- Resultados

| Fecha | Hora¹ | Partido          | Partido | Partido          | Resultado |
| ----- | ----- | ---------------- | ------- | ---------------- | --------- |
| 13.02 | 12:00 | Suecia (SWE)     | -       | Suiza (SUI)      | 3-0       |
| 13.02 | 17:00 | Canadá           | -       | Eslovaquia (SVK) | 18-0      |
| 15.02 | 14:30 | Suiza (SUI)      | -       | Canadá           | 1-10      |
| 15.02 | 19:00 | Suecia (SWE)     | -       | Eslovaquia (SVK) | 6-2       |
| 17.02 | 14:30 | Canadá           | -       | Suecia (SWE)     | 13-1      |
| 17.02 | 19:00 | Eslovaquia (SVK) | -       | Suiza (SUI)      | 2-5       |

- (¹) –  Hora local de Vancouver (UTC-8)

### Grupo B
| Equipo          | J | G | EG | EP | P | GF | GC | DG  | PTS |
| --------------- | - | - | -- | -- | - | -- | -- | --- | --- |
| Estados Unidos  | 3 | 3 | 0  | 0  | 0 | 31 | 1  | +30 | 9   |
| Finlandia (FIN) | 3 | 2 | 0  | 1  | 0 | 7  | 8  | -1  | 6   |
| Rusia (RUS)     | 3 | 1 | 0  | 0  | 2 | 3  | 19 | -16 | 3   |
| China (CHN)     | 3 | 0 | 0  | 0  | 2 | 3  | 16 | -13 | 0   |

- Resultados

| Fecha | Hora¹ | Partido         | Partido | Partido         | Resultado |
| ----- | ----- | --------------- | ------- | --------------- | --------- |
| 14.02 | 12:00 | Estados Unidos  | -       | China (CHN)     | 12-1      |
| 14.02 | 16:30 | Finlandia (FIN) | -       | Rusia (RUS)     | 5-1       |
| 16.02 | 14:30 | Rusia (RUS)     | -       | Estados Unidos  | 0-13      |
| 16.02 | 19:00 | Finlandia (FIN) | -       | China (CHN)     | 2-1       |
| 18.02 | 14:30 | Estados Unidos  | -       | Finlandia (FIN) | 6-0       |
| 18.02 | 19:00 | China (CHN)     | -       | Rusia (RUS)     | 1-2       |

- (¹) –  Hora local de Vancouver (UTC-8)

## Fase final

### Semifinales
| Fecha | Hora¹ | Partido         | Partido | Partido        | Resultado |
| ----- | ----- | --------------- | ------- | -------------- | --------- |
| 22.02 | 12:00 | Suecia (SWE)    | -       | Estados Unidos | 1-9       |
| 22.02 | 17:00 | Finlandia (FIN) | -       | Canadá         | 0-5       |

- (¹) –  Hora local de Vancouver (UTC-8)

### Tercer puesto
| Fecha | Hora¹ | Partido      | Partido | Partido         | Resultado    |
| ----- | ----- | ------------ | ------- | --------------- | ------------ |
| 25.02 | 11:00 | Suecia (SWE) | -       | Finlandia (FIN) | 2-3 (T. ad.) |

- T. ad. – tiempo adicional

### Final
| Fecha | Hora¹ | Partido        | Partido | Partido | Resultado |
| ----- | ----- | -------------- | ------- | ------- | --------- |
| 25.02 | 15:30 | Estados Unidos | -       | Canadá  | 0-2       |

- (¹) –  Hora local de Vancouver (UTC-8)

## Medallero
|        |                |                 |
| Canadá | Estados Unidos | Finlandia (FIN) |

## Estadísticas

### Clasificación general
| 1. Canadá           |
| 2. Estados Unidos   |
| 3. Finlandia (FIN)  |
| 4. Suecia (SWE)     |
| 5. Suiza (SUI)      |
| 6. Rusia (RUS)      |
| 7. China (CHN)      |
| 8. Eslovaquia (SVK) |

- Datos: Q844101
- Multimedia: Women's ice hockey at the 2010 Winter Olympics / Q844101